# Mr.カラスコ
Mr.カラスコ（ミスター・カラスコ、MR. CARRASCO）は、NPB東北楽天ゴールデンイーグルスの非公認マスコットキャラクター、タレント、宮城県産業廃棄物適正処理監視指導員（通称：産廃Gメン）。所属はJVCエンタテインメント、協定先は宮城県環境生活部廃棄物対策課ならびに仙台市環境局。本名はホセ・アントーニオ・S・カラスコ・ディアス（JOSE ANTONIO S. CARRASCO DIAS）。
覆面と全身黒のユニフォームが特徴のキャラクターである。コンセプトはカラスと覆面レスラー（悪役）。背番号は無いが、グッズなどではカラスの英語読み（クロウ:crow）をもじった960が使われている。
アメリカのWWEや日本のハッスルなどプロレス団体で用いられるギミックやアングルといった手法を流用し、球場外や球団とは一見関係ないイベントなどに露出し活躍する機会が多く、異色のマスコットキャラクターとして独自の存在感を確立することに成功した。

## 経歴
2005年4月1日、ホーム開幕戦でバイクに乗って突然登場。「人が集まり出したので、ゴミがあるのではないかと思ってどこからともなくやってきた」という設定。その後もホーム球場である宮城球場内外で、数々の問題行為じみたパフォーマンスを繰り広げ、球団関係者ならびに球場スタッフともたびたびトラブルを引き起こしている（どこまでが狙ってやっている演出かは不明）。一方で「（カラスなので）ゴミをあさりまくる」というキャラクター設定のもと、7回裏攻撃前のジェット風船打ち上げ後はゴミとなる落ちた風船を回収したり、宮城県や仙台市と散乱ゴミの削減に努める協定を結んだりするなど、悪役キャラらしからぬ貢献もしている（本人にはその意識はない）。夏には東北放送テレビの情報番組『2時のチャイハネ』で、球場からの生中継を行う際、松尾武アナウンサーとの対決が恒例になっていた。年齢は不明だが、過去に飯塚オートレース場に姿を現した際には普通に車券を購入しているため、既に成人しているとみられる。
12月、マスコットキャラクターとして初めての契約更改交渉を行うも決裂し、席上ヤクルトスワローズへの移籍を要求した。この模様はマスコミ各社にも大々的に取り上げられた。
2006年9月3日、楽天vsソフトバンク試合中のパフォーマンスにおいて、バイクで走行中転倒。右手羽元を損傷（公式発表による）。このケガはローカルニュースでも大きく取り上げられた。しばらく「行方不明」になった後、10月1日の最終戦で復活を果たした。12月、記者会見の席上、ポスティングシステムによる移籍を要求。球団は前年と同様に「そもそも契約をしていない」と突っぱねたが、宮城県や仙台市をはじめとした数団体がポスティング移籍に対してのオファーを出している。12月27日、Zepp Sendaiにて開催されたSendai Entertainment Circusというライブイベントに乱入。どよめく観客の中に飛び込み、嵐のように去っていった。
2007年3月、渡米し、フロリダ州でキャンプ中のMLBボストン・レッドソックスの松坂大輔投手を襲撃するも、「ジャイロチョップ」で返り討ちに遭う。またニューヨーク・ヤンキースの松井秀喜外野手を襲撃するも、簡単にあしらわれる。6月、宮城球場近くの病院に出没。白衣姿で小児科病棟に現れ、おもちゃを取り上げたり、聴診器を頭につけたりと、いつものようにやりたい放題に振舞った。大泣きした子供もいたが、大半の子供は大変喜んだ模様。
12月28日、Mr.カラスコの度重なる乱入で、人工芝張替えを余儀なくされ、カラスコの来シーズンの締め出しを決めたが、それに対し、カラスコ獲得にJVCエンタテインメント、ワーナー エンターテイメント ジャパン、日本小型自動車振興会（当時。現JKA）が名乗りを上げた。これに対し当の楽天も「非公認マスコットとはいえ、現状グッズの売上げは田中将大選手に次いで高く、他社でグッズを製作されて薄利多売化すれば球団に多大な損失が出る事が考えられる」と急遽、交渉権獲得に名乗りを上げ、公平を期すために都内で史上初、「第1回非公認マスコット選択会議」が行われ、抽選の結果、JVCエンタテインメントが交渉権を獲得した。またこの年、新日本プロレスのトライアウトを受け、非公式ながら獣神サンダー・ライガーからC.T.U入りを認められるという快挙を成し遂げている。また、みちのくプロレスが仙台で興行を行う際には選手として出場することもある。
2008年2月8日、宮城県庁で米俵を強奪。これを浮き袋として海路東京へ向けて南下していたが、進路を間違い、同年2月20日、沖縄県の久米島沖に漂着。そのとき、久米島では楽天のキャンプが行われていた。4月現在、宮城球場に出没していないが、かわりに「名プロデューサー」を名乗る卵形の謎のキャラクターが出没するようになった。主に5回裏開始前にグラウンドに登場して、バズーカを1発ぶっ放しては退場する。
2007年10月にヤフー・バリュー・インサイトが調査し、2008年3月3日に日経MJに掲載された、日本プロ野球球団マスコットランキングにおいては、当初3強と目されていたトラッキー（阪神）、ドアラ（中日）、ジャビット（巨人）の一角であるジャビットを1300票ほどの差をつけてかわし、非公認にもかかわらずMr.カラスコが人気第3位に浮上した。
2008年7月20日、楽天×ソフトバンク戦（クリネックススタジアム宮城）にJVCエンタテインメントPRの為出演。「名プロデューサー」を名乗る卵形の謎のキャラクターにヒビが入り、その後、球場内パフォーマンスにて卵が割れ真っ黒な物体が出現、黒い物体の頂点部分から紫色のモノを出しながら消え去った。そして白いタキシードを着たカラスコがバイクに乗り登場した。
2009年6月13日、カラスコを主演に迎えた映画「カラスコライダー」（監督：寺内康太郎）が公開。ストーリーは実話を基にしながらも「奇想天外なストーリー」となっている。球団のマスコットを主演に迎えた映画は史上初だという。当初仙台市内の映画館で先行公開され、全国公開は同年11月14日から。11月14日 ニコニコ大会議2009-2010「ニコニコ動画(9)全国ツアーin仙台」で鉄平出演時に乱入し、西村博之と夏野剛に対して襲撃される。
2011年4月16日、阪神甲子園球場で行われたオリックス・バファローズ戦の4回のパフォーマンス中に右もみじの腱を断裂。当初こそ自力で引き揚げる根性を見せたものの、そのまま病院に直行して緊急手術となり、今シーズンの戦線離脱第一号となってしまった。
2013年からは宮城県七ヶ浜町において、東日本大震災の復興活動の一つとして、津波で被災した農地をレンゲを中心とした花畑として復活させるプロジェクトを行っている。ちなみに七ヶ浜町の7つある浜辺は、カラスコが「7つあるマスクをそれぞれ1つずつ隠している」飛来地であるという（2011年以降カラスコの登場が減ったのも「浜が打撃を受けた影響」とされている）。
2014年シーズンを最後に長らく消息を絶っていたが、2018年9月ごろから球団の公式Twitterにカラスコ出現を思わせるバイクや黒い羽根の写真を断続的に投稿、9月26日の投稿で「カラスコ注意報」として30日のオリックス戦での登場を事実上予告した。そして9月30日のオリックス戦・3回裏終了後に乱入、約4年ぶりに姿を見せた。
2019年4月14日、楽天 - ソフトバンク戦の3回終了後、カラスコによく似た「謎の青い鳥」が出現。マスクの額には「Jr.」の文字があった。2022年7月30日には、やはりマスクの額に「Jr.」の文字が刻まれた「謎の緑の鳥」が出没している。

## その他
- 「中の人」（スーツアクター）は、過去にトラッキー、ブラックホッシー、ゴールデンドアラの「中の人」として親しまれていた人物である。
- 派手なパフォーマンスでファン（特に子供）からの人気は高く、非公認マスコットという扱いをされながら実際は関連グッズも多数発売されている。また、2006年～2009年は公式ファンクラブのコースに「Mr.カラスコクラブ」が存在していた。これまでの会員特典は以下のとおり。
  - 2006年度…Mr.カラスコのマスクなど数点
  - 2007年度…Mr.カラスコ型ラジコンバイク
  - 2008年度…Mr.カラスコvs.大阪プロレスファイティングキット
  - 2009年度…Mr.カラスコ型ラジコンヘリ
- また、2010年にタミヤから発売された球団仕様ミニ四駆は、Mr.カラスコエディション、クラッチ＆クラッチーナ（ホームカラーエディション）が同時存在する。
- 名前の由来は「カラスの子」である。登場時はその名前から、前年に大阪近鉄バファローズに在籍したヘクター・カラスコに由来されたと言われたこともある。ただし、公式サイトではヘクター・カラスコとの関係を否定している。
- 2006年に福岡ソフトバンクホークスに在籍したD・J・カラスコに対し、自分こそが本家であると主張し、フルスタ宮城でのソフトバンク戦で対決イベントが企画されたことがある。しかし、D・J・カラスコが不調で2軍落ちし、その後1軍再昇格しないまま解雇されたため、この企画は実現しなかった。
- 公認マスコットのクラッチ・クラッチーナに同行して幼稚園等を訪問しているが、ここでも球団側は「Mr.カラスコは勝手について行くのであって、当方では一切関知しない」としている。
- 覆面には、白、黒、赤、猿など多彩なものがあり、被っている覆面によって性格が変わる。覆面は万が一剥がされた時の為に2枚重ねにしている。『日本テレビ』のズームイン!SUPERに生出演した際には、同番組のキャラクター「ズーミン」を模したマスクを付けて出演しズーミン本人と対戦した。
- また、ズームインのマスコットキャラクターのオーディションを受けるも「落ち着きがない」との理由で落選した。
- その覆面は他球団の選手から標的にされることが多い。過去には坪井智哉（当時日本ハム）にマウントポジションをとられ、危うく覆面を剥がされそうになったこともある。しかしこの時、非公認ではあるが「覆面を剥がすのは止めてください」とカラスコを擁護する球場アナウンスが流れた。また、2007年シーズンのセパ交流戦で雨天中断の際、谷繁元信（中日）にはスポーツドリンクを口に入れられていた。
- シーズン中はもちろん、シーズンオフも活動しているため、その行動（契約更改等）がしばしばスポーツ新聞を賑わせる。
- 2007年におけるカラスコのグッズの売り上げ額は、非公認であるにもかかわらず田中将大に次いで2位を記録している。
- Mr.カラスコの登場以降、他球団や他のプロスポーツチームでも「悪役マスコット」を登場させる例が増えている(千葉ロッテマリーンズの「COOL」や横浜F・マリノスの「ワルノス」など)。

### 公的機関との協定関係
- 宮城県環境生活部 カラスコとのコラボレーション 公式サイト
- 2006年8月4日付 宮城県環境生活部廃棄物対策課長と締結した協定書（写）
- 2006年9月6日付 宮城県環境生活部廃棄物対策課 通報協定遵守通告書（写）
- 2006年3月17日付 仙台市環境局長と締結した協定書（写）

### ポスティング・ドラフト関係
- 2006年12月26日付 宮城県環境生活部 楽天野球団宛 ポスティング申請書（写）
- 2007年1月4日付 仙台市環境局 ポスティング参加 公式リリース
- 2007年12月29日付 日本小型自動車振興会 ドラフト参加 公式リリース

### イベント関係
- 2005年8月22日 福岡ソフトバンクホークス杯のダイヤモンドレースイベント風景